# Kanton Bourganeuf
Der Kanton Bourganeuf (okzitanisch Canton Borgon Nuòu) ist seit 1790 ein französischer Wahlkreis im Département Creuse in der Region Nouvelle-Aquitaine, sein Hauptort ist Bourganeuf.

## Lage
Der Kanton liegt im Westen des Départements Creuse.

## Geschichte
Der Kanton entstand am 15. Februar 1790. Von 1801 bis 2015 gehörten 13 Gemeinden zum Kanton Bourganeuf. Mit der Neuordnung der Kantone in Frankreich wechselten vier der sieben bisherigen Gemeinden des Kantons Royère-de-Vassivière zum Kanton Bourganeuf.

## Gemeinden
Der Kanton besteht aus 16 Gemeinden mit insgesamt 6138 Einwohnern (Stand: 1. Januar 2022) auf einer Gesamtfläche von 397,30 km²:
| Gemeinde                      | Einwohner 1. Januar 2022 | Fläche km² | Dichte Einw./km² | Code INSEE | Postleitzahl |
| ----------------------------- | ------------------------ | ---------- | ---------------- | ---------- | ------------ |
| Auriat                        | 116                      | 21,66      | 5                | 23012      | 23400        |
| Bosmoreau-les-Mines           | 226                      | 9,01       | 25               | 23027      | 23400        |
| Bourganeuf                    | 2.408                    | 22,54      | 107              | 23030      | 23400        |
| Faux-Mazuras                  | 189                      | 19,96      | 9                | 23078      | 23400        |
| Mansat-la-Courrière           | 68                       | 9,42       | 7                | 23122      | 23400        |
| Montboucher                   | 370                      | 27,68      | 13               | 23133      | 23400        |
| Saint-Amand-Jartoudeix        | 152                      | 18,74      | 8                | 23181      | 23400        |
| Saint-Dizier-Masbaraud        | 1.134                    | 67,02      | 17               | 23189      | 23400        |
| Saint-Junien-la-Bregère       | 144                      | 25,66      | 6                | 23205      | 23400        |
| Saint-Martin-Sainte-Catherine | 330                      | 27,27      | 12               | 23217      | 23430        |
| Saint-Moreil                  | 218                      | 23,94      | 9                | 23223      | 23400        |
| Saint-Pardoux-Morterolles     | 211                      | 36,50      | 6                | 23227      | 23400        |
| Saint-Pierre-Bellevue         | 213                      | 32,78      | 6                | 23232      | 23460        |
| Saint-Pierre-Chérignat        | 165                      | 23,72      | 7                | 23230      | 23430        |
| Saint-Priest-Palus            | 55                       | 10,64      | 5                | 23237      | 23400        |
| Soubrebost                    | 139                      | 20,76      | 7                | 23173      | 23250        |
| Kanton Bourganeuf             | 6.138                    | 397,30     | 15               | 2305       | –            |

Bis zur landesweiten Neuordnung der französischen Kantone im März 2015 gehörten zum Kanton Bourganeuf die 13 Gemeinden Auriat, Bosmoreau-les-Mines, Bourganeuf, Faux-Mazuras, Mansat-la-Courrière, Masbaraud-Mérignat, Montboucher, Saint-Amand-Jartoudeix, Saint-Dizier-Leyrenne, Saint-Martin-Sainte-Catherine, Saint-Pierre-Chérignat, Saint-Priest-Palus und Soubrebost. Sein Zuschnitt entsprach einer Fläche von 278,42 km2. Er besaß vor 2015 einen anderen INSEE-Code als heute, nämlich 2307.

### Veränderungen im Gemeindebestand seit der landesweiten Neuordnung der Kantone
2019: Fusion Masbaraud-Mérignat und Saint-Dizier-Leyrenne → Saint-Dizier-Masbaraud

### Bevölkerungsentwicklung
| 1962 | 1968 | 1975 | 1982 | 1990 | 1999 | 2006 | 2012 |
| ---- | ---- | ---- | ---- | ---- | ---- | ---- | ---- |
| 8498 | 8417 | 7642 | 7276 | 6716 | 6280 | 6084 | 5820 |

## Politik
Bei der Stichwahl zum Generalrat des Départements Creuse am 29. März 2015 gewann das Gespann Marinette Jouannetaud/Jean-Jacques Lozach (PS) gegen Franck Simon-Chautemps/Michelle Suchaud (Union de la droite) mit einem Stimmenanteil von 54,38 % (Wahlbeteiligung:62,90 %).
| Vertreter im conseil général des Départements | Vertreter im conseil général des Départements | Vertreter im conseil général des Départements |
| Amtszeit                                      | Name                                          | Partei                                        |
| --------------------------------------------- | --------------------------------------------- | --------------------------------------------- |
| 1983–1992                                     | Georges Neyret                                | (PS)                                          |
| 1992–1994                                     | Alain Gouzes                                  | PS                                            |
| 1994–2015                                     | Jean-Jacques Lozach                           | PS                                            |
| 2015–                                         | Marinette Jouannetaud Jean-Jacques Lozach     | PS                                            |